# Competición Europea de Fútbol Femenino de 1987
La Competición Europea de Fútbol Femenino 1987 (1987 European Competition for Women's Football, en inglés) fue la 2.ª edición del campeonato internacional de fútbol organizado por la UEFA para las selecciones nacionales femeninas de Europa. En esta edición la fase final contó con cuatro equipos. Al contrario que en la edición anterior, en esta edición los partidos se jugaron en dos partes de 45 minutos cada una, y fueron disputados con pelotas de fútbol de talla 5, lo que se mantuvo en las ediciones posteriores. Noruega fue elegida como sede para la fase final que se celebró en junio de 1987, siendo al final la selección anfitriona la que ganó el campeonato tras ganar por 2-1 a Suecia en la final en Oslo.

## Clasificación
16 selecciones femeninas de asociaciones nacionales de la UEFA disputaron la clasificación a la Competición Europea de Fútbol Femenino 1987. Se disputó entre el 26 de septiembre de 1984 y el 1 de noviembre de 1986.
Durante la fase de clasificación los 16 equipos se dividieron en 4 grupos con 4 equipos cada uno, el campeón de cada grupo se clasificó para la fase final. Cada equipo jugó dos partidos (uno de ida y uno de vuelta) contra cada uno de los otros equipos de su mismo grupo.

### Equipos clasificados
Los siguientes equipos se clasificaron para el torneo final.
| Equipo     | Método de clasificación | Fecha de clasificación | Apariciones | Última aparición | Mejor actuación anterior |
| ---------- | ----------------------- | ---------------------- | ----------- | ---------------- | ------------------------ |
| Italia     | Campeón del grupo 4     | 1 de noviembre de 1986 | 2           | 1984             | Semifinales (1984)       |
| Suecia     | Campeón del grupo 3     | 1 de octubre de 1986   | 2           | 1984             | Campeón (1984)           |
| Noruega    | Campeón del grupo 1     | 4 de octubre de 1986   | 1           | —                | Debut                    |
| Inglaterra | Campeón del grupo 2     | 12 de octubre de 1986  | 2           | 1984             | Subcampeón (1984)        |

## Fase de eliminación
En la fase de eliminación se utilizó la prórroga y la tanda de penales en caso de empate.
|  | Semifinales    | Semifinales |        |         | Final        | Final        |  |
|  | 11 de junio    | 11 de junio |        |         | 14 de junio  | 14 de junio  |  |
|  |                |             |        |         |              |              |  |
|  |                |             |        |         |              |              |  |
|  | Noruega        | 2           |        |         |              |              |  |
|  | Noruega        | 2           |        |         |              |              |  |
|  | Italia         | 0           |        |         |              |              |  |
|  | Italia         | 0           |        | Noruega | 2            |              |  |
|  |                |             |        | Noruega | 2            |              |  |
|  |                |             | Suecia | 1       |              |              |  |
|  | Suecia (t. s.) | 3           | Suecia | 1       |              |              |  |
|  | Suecia (t. s.) | 3           |        |         |              |              |  |
|  | Inglaterra     | 2           |        |         | Tercer lugar | Tercer lugar |  |
|  | Inglaterra     | 2           |        |         | Tercer lugar | Tercer lugar |  |
|  |                |             |        |         |              |              |  |
|  |                |             |        |         | Italia       | 2            |  |
|  |                |             |        |         | Italia       | 2            |  |
|  |                |             |        |         | Inglaterra   | 1            |  |
|  |                |             |        |         | Inglaterra   | 1            |  |
|  |                |             |        |         |              |              |  |

### Semifinales
| 11 de junio de 1987 | Noruega                 | 2:0 (1:0) | Italia | Ullevaal Stadion, Oslo                                         |                                                                |
|                     | Stendal 40' · Støre 73' | Reporte   |        | Asistencia: 5154 espectadores Árbitro(s): Eysteinn Guðmundsson | Asistencia: 5154 espectadores Árbitro(s): Eysteinn Guðmundsson |

| 11 de junio de 1987 | Suecia                       | 3:2 (2:2; 1:1) (t. s.) | Inglaterra          | Melløs Stadion, Moss                                        |                                                             |
|                     | Börjesson 2' · Axén 90' 100' | Reporte                | Davis 1' · Curl 89' | Asistencia: 300 espectadores Árbitro(s): Michał Listkiewicz | Asistencia: 300 espectadores Árbitro(s): Michał Listkiewicz |

### Tercer puesto
| 13 de junio de 1987 | Italia                    | 2:1 (2:1) | Inglaterra | Marienlyst Stadion, Drammen                              |                                                          |
|                     | Morace 36' · Vignotto 45' | Reporte   | Davis 11'  | Asistencia: 504 espectadores Árbitro(s): Peter Mikkelsen | Asistencia: 504 espectadores Árbitro(s): Peter Mikkelsen |

### Final
| 21 de mayo de 1984 | Noruega         | 2:1 (1:0) | Suecia       | Ullevaal Stadion, Oslo                             |                                                    |
|                    | Stendal 28' 72' | Reporte   | Videkull 73' | Asistencia: 8470 espectadores Árbitro(s): Eero Aho | Asistencia: 8470 espectadores Árbitro(s): Eero Aho |

|                             |
| Bandera de Noruega          |
| Campeón Noruega 1.er título |

## Estadísticas

### Goleadoras
| Jugadora            | Selección  | Goles |
| ------------------- | ---------- | ----- |
| Trude Stendal       | Noruega    | 3     |
| Gunilla Axén        | Suecia     | 2     |
| Kerry Davis         | Inglaterra | 2     |
| Anette Börjesson    | Suecia     | 1     |
| Linda Curl          | Inglaterra | 1     |
| Carolina Morace     | Italia     | 1     |
| Heidi Støre         | Noruega    | 1     |
| Lena Videkull       | Suecia     | 1     |
| Elisabetta Vignotto | Italia     | 1     |

### Tabla general

Mapa según los resultados del torneo.
Campeón
Subcampeón
Tercer puesto
Cuarto puesto
Fase de clasificación
No participó

La tabla de rendimiento no refleja la clasificación final de los equipos, sino que muestra el rendimiento de los mismos dependiendo de la ronda final alcanzada. Si algún partido termina con empate en el marcador y se define mediante tiros de penal, el resultado final del juego se considera empate. La tabla ha sido elaborada usando el sistema de 2 puntos por victoria, 1 punto por empate y 0 puntos por derrota vigente durante la realización del torneo.
| Selección | Selección  | Pts. | PJ | PG | PE | PP | GF | GC | Dif. | Rend. |
| --------- | ---------- | ---- | -- | -- | -- | -- | -- | -- | ---- | ----- |
| 1         | Noruega    | 4    | 2  | 2  | 0  | 0  | 4  | 1  | +3   | 100 % |
| 2         | Suecia     | 2    | 2  | 1  | 0  | 1  | 4  | 4  | 0    | 50 %  |
| 3         | Italia     | 2    | 2  | 1  | 0  | 1  | 2  | 3  | −1   | 50 %  |
| 4         | Inglaterra | 0    | 2  | 0  | 0  | 2  | 3  | 5  | −2   | 0 %   |

## Premios y reconocimientos

### Jugadora de oro
El premio Jugadora de oro fue entregado a la mejor jugadora de la Competición Europea de Fútbol Femenino 1987.
| Jugadora    | Selección |
| ----------- | --------- |
| Heidi Støre | Noruega   |